# Herkules w świecie przeklętych
Herkules w świecie przeklętych (wł. Ercole al centro della terra) – włoski film przygodowy z 1961 roku w reżyserii Mario Bavy, zrealizowany na podstawie dramatu Eurypidesa Herakles szalejący. Opowiada historię Herkulesa, potężnego herosa, który udaje się do świata umarłych, by uratować podupadłą mentalnie ukochaną. Film stanowi hybrydę przygodowego kina fantasy oraz horroru. W rolach przodujących wystąpili w nim mistrz świata w kulturystyce Reg Park, George Ardisson oraz Christopher Lee. Jest to drugi, po Ercole alla conquista di Atlantide, projekt o Herkulesie z udziałem Parka.
Światowa premiera filmu odbyła się we Włoszech 16 listopada 1961. W listopadzie 1962 obraz wydano w Wielkiej Brytanii, a w kwietniu 1964 − w Stanach Zjednoczonych. Film okazał się dużym sukcesem komercyjnym. Odbiór projektu przez krytyków był mieszany, lecz skłaniał się ku pozytywnemu.

## Opis fabuły
Herkules, nieziemsko silny i muskularny heros, powraca z wojny. Na miejscu przekonuje się, że jego ukochana, Dejanira, postradała zmysły. Dowiedziawszy się, że ratunkiem dla dziewczyny jest Kamień Zapomnienia, bohater wybiera się do czeluści świata umarłych, do Hadesu. W niebezpiecznej podróży towarzyszą mu dwaj kompani.

## Obsada
- Reg Park − Herkules
- Christopher Lee − król Likos
- George Ardisson − Tezeusz
- Leonora Ruffo − księżniczka Dejanira
- Ida Galli − Persefona
- Mino Doro − Keros
- Marisa Belli − Aretuza
- Gaia Germani − Medea
- Franco Giacobini − Telemach

## Tytuły
Film znany jest pod licznymi, regionalnymi tytułami. Jego międzynarodowy tytuł brzmi Hercules in the Haunted World, choć stosowane są również wariacje: Hercules at the Center of the Earth oraz Hercules in the Center of the Earth. W Australii, na potrzeby emisji telewizyjnych, nadano obrazowi tytuł Sword and Sandal. W Niemczech opatrzono film tytułem Vampire gegen Herakles. Czasem stosuje się w odniesieniu do projektu następujące tytuły: Hercules vs. the Vampires, The Vampires vs. Hercules, With Hercules to the Center of the Earth.

## Odbiór
Film okazał się sukcesem komercyjnym, inkasując w sumie 298 milionów lirów włoskich. Popularnością cieszył się również w kinach zagranicznych. Odbiór projektu przez krytyków był mieszany, lecz skłaniał się ku pozytywnemu. Opinie dziennikarzy i filmoznawców od czasu premiery filmu w latach sześćdziesiątych uległy poprawie. We wrześniu 1964 Frank Morriss, piszący dla kanadyjskiego czasopisma „The Globe and Mail”, okrzyknął Ercole al centro della terra jako „wyjątkowo okropną produkcję włoską”, krytykując głównie grę aktorską Rega Parka oraz „dewastację mitologii”, jakiej mieli dopuścić się twórcy. W książce Italian Horror Film Directors (2005) Louis Paul nazwał film „kolorową kombinacją revivalu kina peplum oraz estetyki gotyckiej, jaką umiłował sobie Bava". Jeffrey M. Anderson z portalu Combustible Celluloid chwalił „innowacyjne kolory”, jakimi operował Bava jako operator zdjęć. Recenzent uznał, że praca Bavy jest tym bardziej godna docenienia, że film powstał w oparciu o niewielki budżet.

## Wpływ na popkulturę
Film zainicjował krótkotrwały trend na kino mieszające ze sobą stylistykę peplum oraz horror. Nurt ten reprezentują produkcje Goliat kontra wampiry (1961) w reżyserii Sergia Corbucciego i Giacomo Gentilomo oraz Maciste all’inferno (1962) Riccardo Fredy.